# 吉田文昇
吉田 文昇（よしだ ぶんしょう）は、人形浄瑠璃の人形遣い。
2011年春に2代目文昇門下の吉田清三郎が3代目吉田文昇を襲名。

## 初代
後の初代桐竹紋十郎。

## 2代目
（1931年10月30日 - 2001年5月31日）本名は岡田 登。
兵庫県津名郡の生まれ、吉田淳造の養子。1944年に吉田文五郎（河村巳之助）の門弟で1945年の神戸松竹座が初舞台。胃がんで死去。

## 3代目
本名は磯野 信雄。
- 1978年4月に4代目豊松清十郎に入門し豊松清三郎。
- 同年初舞台。
- 1984年11月に2代目桐竹勘十郎門下に移籍。
- 1986年11月に2代目文昇門下で吉田清三郎。
- 2011年1月に3代目文昇を襲名。